# インターパーク宇都宮南

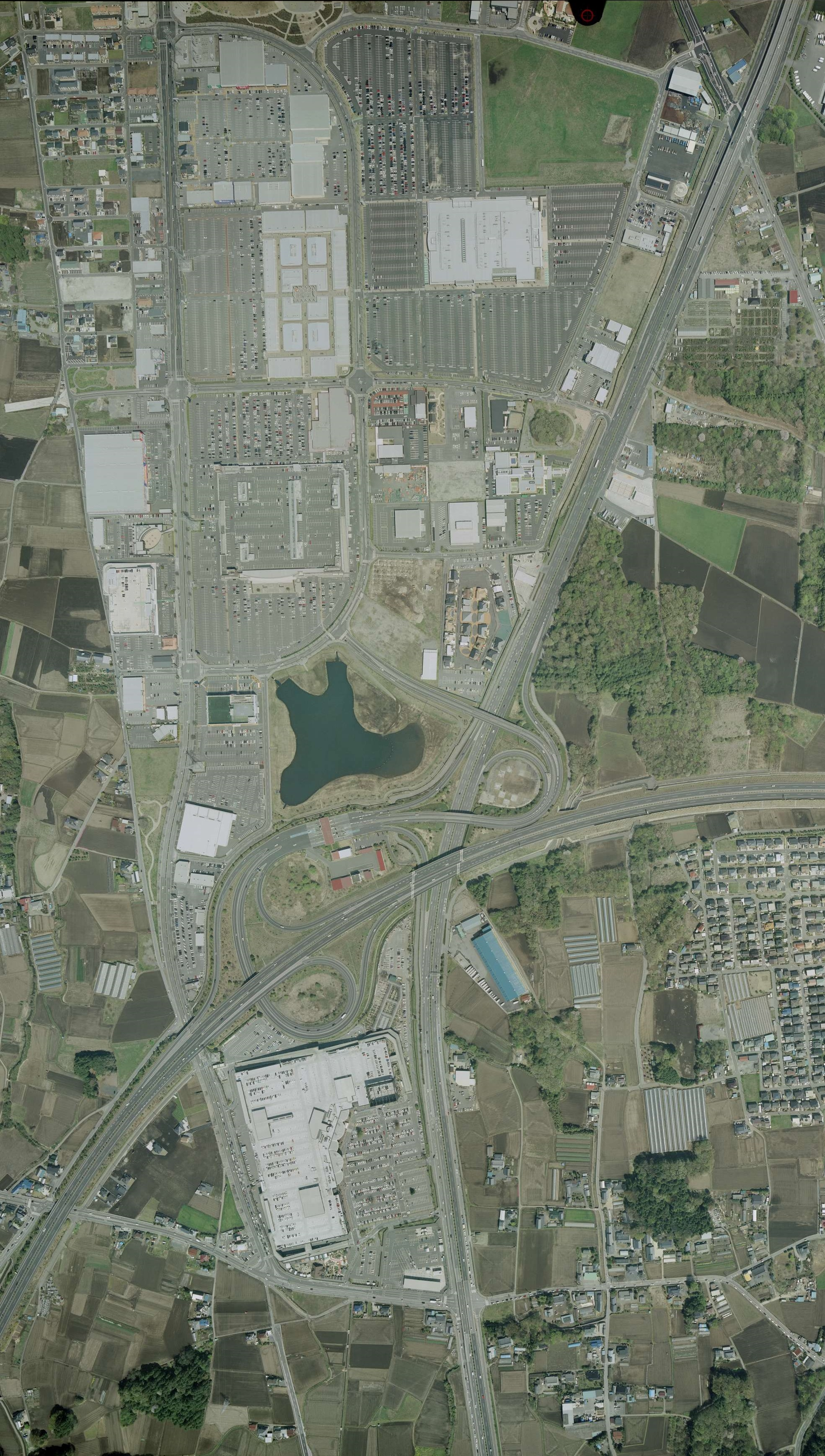
インターパーク宇都宮南（2010年）出典：『国土交通省「国土画像情報（モノクロ空中写真）」（配布元：国土地理院地図・空中写真閲覧サービス）』

インターパーク宇都宮南（インターパークうつのみやみなみ）は、栃木県宇都宮市と同県河内郡上三川町に跨がる地区に開発された、複合型工業流通団地である。施行者は都市再生機構（UR都市機構）。また、現在では北関東最大の商業地となっている。略語は「インパ」または「IP宇都宮」と称している。

## 概要
- 所在地：宇都宮市インターパーク一丁目〜六丁目、河内郡上三川町大字磯岡
- 団地面積：137.5ha
- 営業面積：8万7000m2[1]

※宇都宮市域は2008年9月13日より町名変更し、インターパーク一丁目〜六丁目となった。
- インターパーク一丁目／砂田町、屋板町、中島町、上横田町の各一部
- インターパーク二丁目／砂田町、中島町の各一部
- インターパーク三丁目／中島町の各一部
- インターパーク四丁目／砂田町、平塚町、中島町、西刑部町の各一部
- インターパーク五丁目／砂田町、東谷町、中島町の各一部
- インターパーク六丁目／砂田町、中島町、東谷町、平塚町、西刑部町、大字磯岡、大字西汗（にしふざかし）の各一部

北関東自動車道宇都宮上三川IC、新4号国道、宇都宮環状道路などに隣接しており、交通至便な位置にある。そのため、郊外型の大規模ショッピングセンターを筆頭に、ホームセンターや家電量販店、ドラッグストアなど多種多様なロードサイド店舗が次々に進出。それら施設の駐車場収容台数は地区全体で一万台以上に達し、北関東最大の郊外型商業施設集積地区となっている。特にジョイフル本田の開店以降は広域からの集客に成功している。
宇都宮都市圏をはじめ、当地区に匹敵する大型商業施設のない栃木県北（大田原市周辺）、車で30〜40分ほどの小山市や栃木市等の栃木県内だけでなく、北関東道の開通で茨城県からの来客も多い。

## 名称の由来
インターパークの「インター」は宇都宮上三川インターチェンジ、「パーク」はみずほの自然の森公園を意味する。また、パークにはエリア全体を緑あふれる公園に見立てる意味も含まれる。

## 進出企業

### インターパークFKDタウン
百貨店・ショッピングセンターを運営する福田屋百貨店が開発した大規模商業施設。インパと通称される。以下の4施設で構成されている。
- 駐車場：7,000台（4施設合計）

#### FKDショッピングモール宇都宮インターパーク店

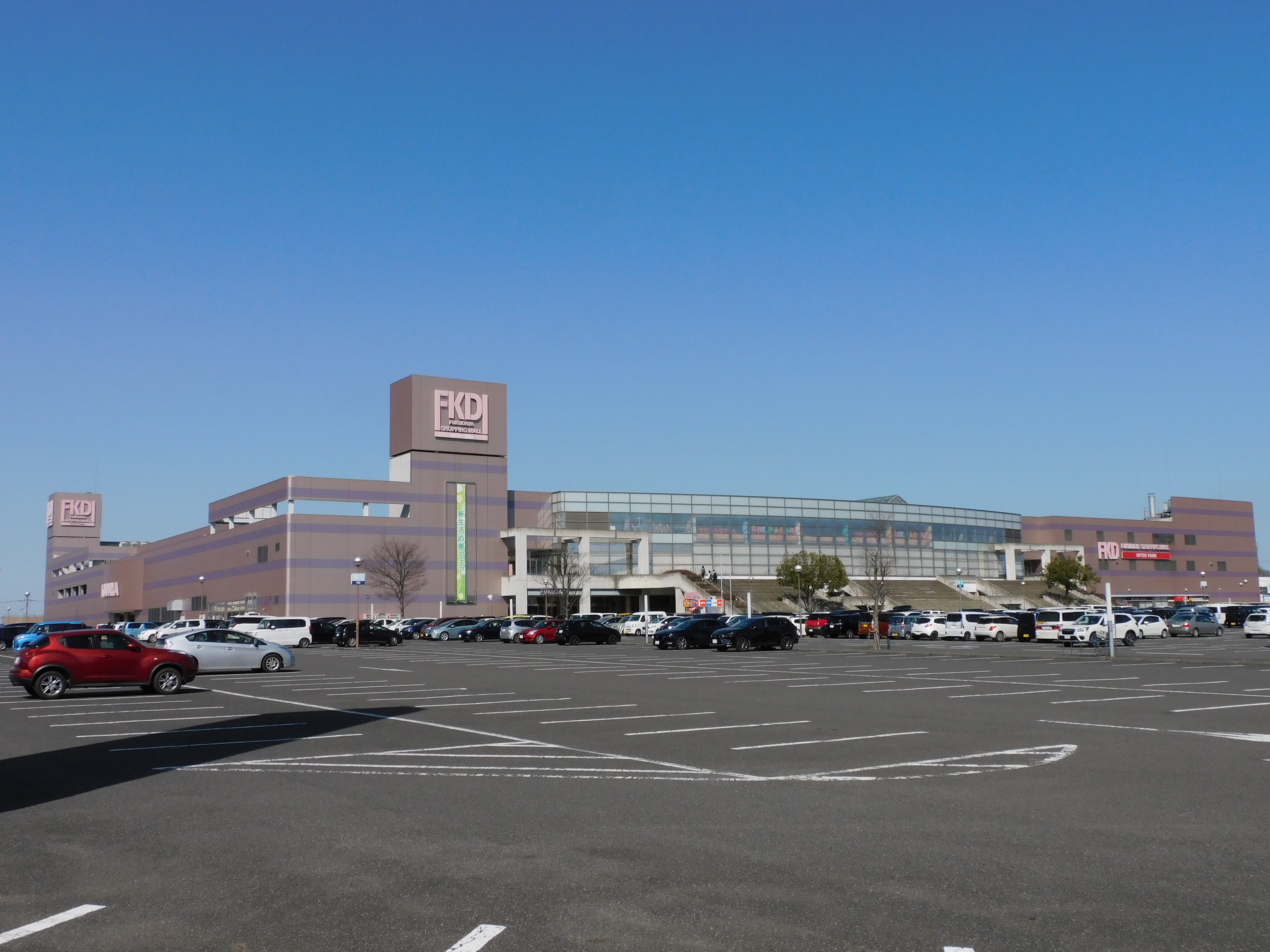
FKDショッピングモール宇都宮インターパーク店

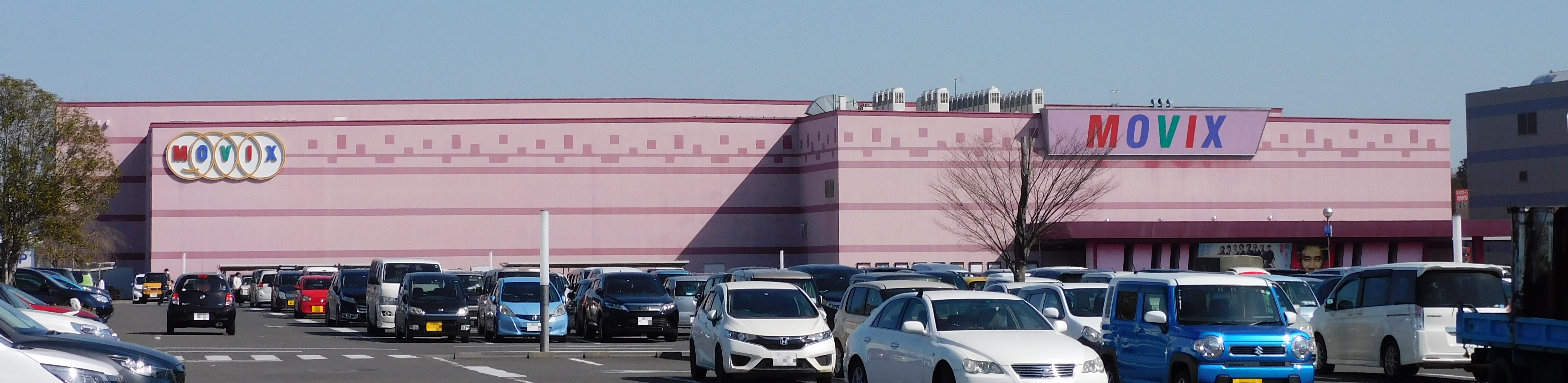
MOVIX宇都宮

百貨店業態とショッピングセンターが融合した大型商業施設。基本的コンセプトは先に出店した福田屋ショッピングプラザ宇都宮店（宇都宮市今泉町）の路線を踏襲しているが、テナントは20〜30代のニューファミリー層を意識した店舗がより多く見られるのが特色。百貨店の為、雑貨・日用品など生活に密着したものが食料品を除くとあまり並んでいないのも特徴となっており、イオンやイトーヨーカドー、アピタなどの総合スーパー系SCとは様相が異なっている。
敷地内にシネマコンプレックスの「MOVIX宇都宮」を併設している。
- 住所：宇都宮市インターパーク六丁目1番地1
- 開店：2003年7月23日
- 延床面積：61,063m2
- 店舗面積：41,500m2

#### インターパークショッピングビレッジ（IPSビレッジ）

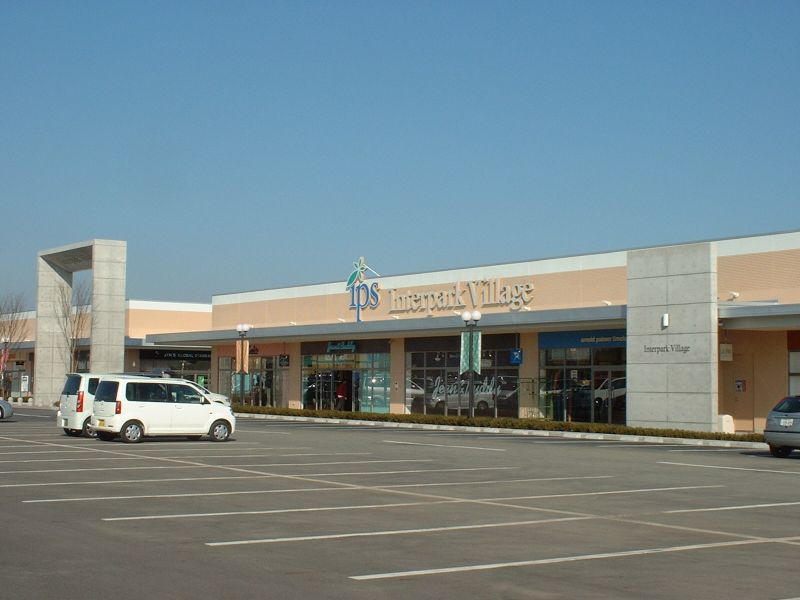
インターパークビレッジ

FKDインターパーク店第2期計画として開発した、屋外型の専門店モール。FKDショッピングモールインターパーク店とは連絡道路を挟んだ北側にある。平屋建て15棟の建物の中には約70のテナントが入っており、その多くはファッション専門店である。
- 住所：宇都宮市インターパーク四丁目1番地3
- 開店：2005年11月23日

#### インターパークショッピングスタジアム （IPSスタジアム）
- 住所：宇都宮市インターパーク四丁目2番地3
- 開店：2008年10月

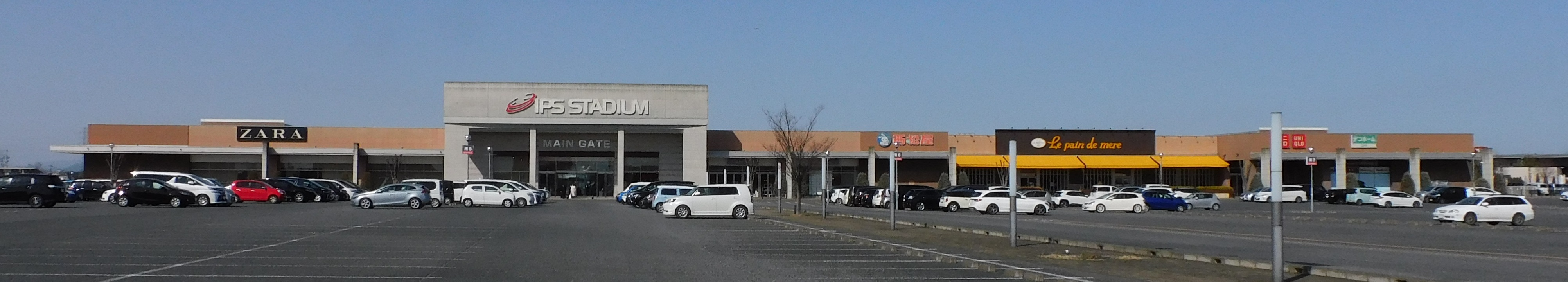
IPSスタジアム

FKDインターパーク店第3期拡張計画として開発された、屋内型モール。2008年秋にグランドオープンした。開業当初は「ZARA」とスポーツ関連ショップをメインに揃えた店舗構成であったが、後に「ユニクロ」や「西松屋」などを誘致しテナント主体の店舗にリニューアル。東側に自営のスポーツクラブを併設している。（管理・運営はフージャース ウェルネス＆スポーツに委託）

#### インターパークショッピングステージ （IPSステージ）
- 住所：宇都宮市インターパーク四丁目2番地3
- 開店：2013年12月1日[4]
- 営業面積：3100m2[1]

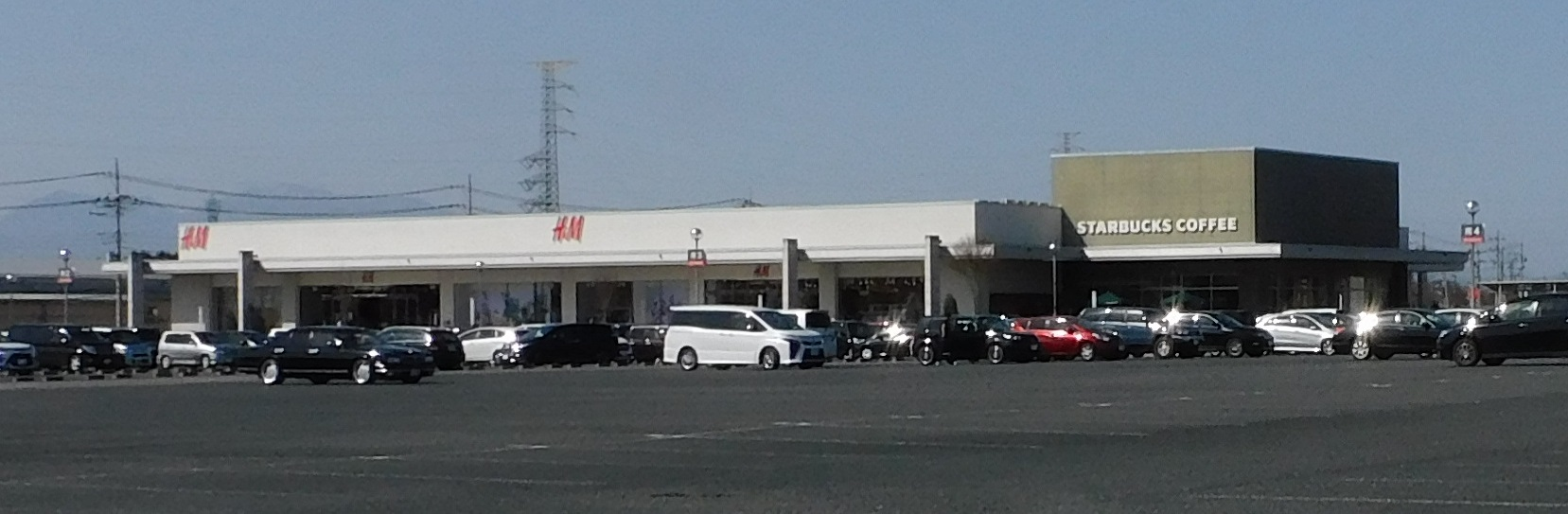
IPSステージ

インターパークショッピングビレッジとインターパークスタジアムの間の敷地にオープン。H&Mとスターバックスが出店。店舗間が若干離れている「ビレッジ」～「スタジアム」間の来客者の流れをつなぐ役割を担っている。

### ジョイフル本田宇都宮店

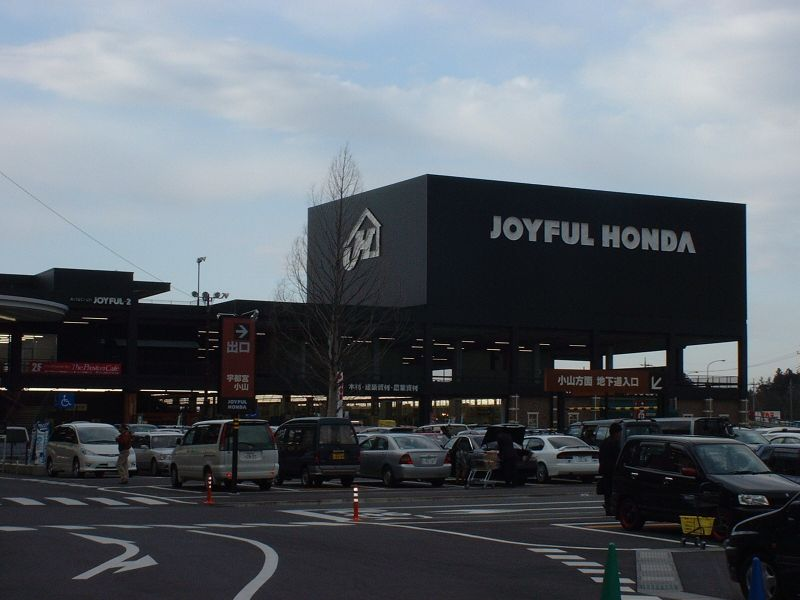
ジョイフル本田宇都宮店

大規模ホームセンターを展開するジョイフル本田の栃木県内第一号店。日本最大のニューポートひたちなか店には及ばないが、ジョイフル本田が位置付ける6つの「超大型店」の中の一店であり、宇都宮近辺のホームセンターでは抜群の規模を誇る。
- 住所：栃木県河内郡上三川町磯岡421-1
- 開店：2004年10月14日
- 店舗面積：39,887m2
- 駐車場：3,140台

### カトレアガーデン宇都宮南
インターパークショッピングビレッジの隣に位置する専門店街。駐車場を「コ」の字に囲むように、16軒の店鋪が列んでいる。店鋪は100円ショップ、日用衣料品店など生活に密着した物が多く、FKDやショッピングビレッジとの棲み分けが為されている。ディベロッパーは、不動産開発のダイワロイヤル（東京都台東区）。2024年5月10日までにすべてのテナントが閉店し、同年11月中旬までに店舗解体予定。
- 住所：宇都宮市インターパーク四丁目1番地1
- 開店：2004年10月20日
- 閉店：2024年5月10日
- 敷地面積：約54,000m2
- 出店企業（おもな店舗）
  - 日本トイザらス - ベビーザらス宇都宮店
  - ハードオフ・ブックオフ
  - オフハウス・ホビーオフ
  - ザ・ダイソー インターパーク宇都宮店
  - サンキ - 実用（カジュアル）衣料品のチェーンストア
  - 業務スーパーインターパーク店（カンセキ）
  - シュープラザ
  - 和光メガネ 宇都宮インターパーク店
  - がってん寿司宇都宮カトレアガーデン店
  - 牛角 宇都宮インターパーク店
  - ホームバザー宇都宮店
  - お醤油屋さんのおせんべい本舗インターパーク宇都宮店

### その他の商業施設など
- 足利銀行インターパーク支店
- アルテミス宇都宮クリニック - 産婦人科

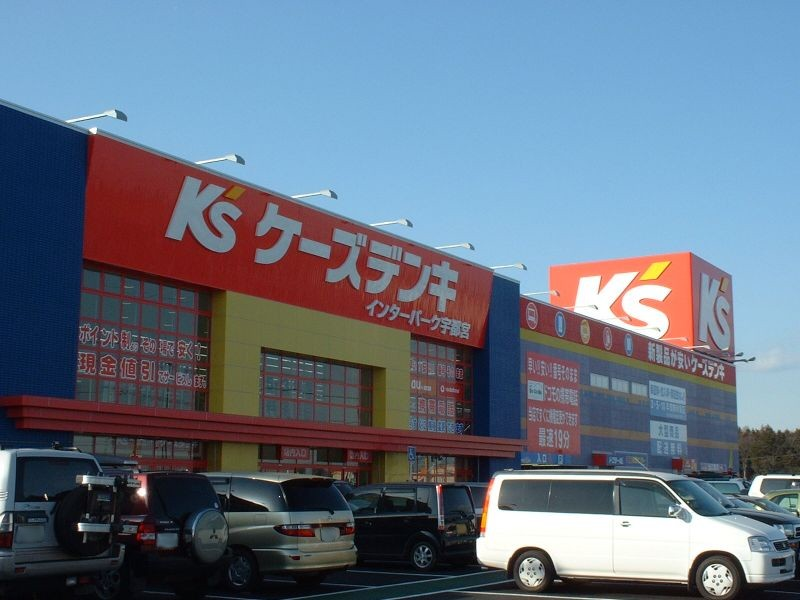
ケーズデンキ インターパーク宇都宮

- インターパークプラス1 - アミューズメント施設
- カワチ薬品 上三川インター店 - 超大型ドラッグストア
- ケーズデンキ インターパーク宇都宮 - 家電量販店
- ケーユー（KEIYU）- 中古車販売
- 魚べい宇都宮インターパーク店（元気寿司） - 回転寿司レストラン
- CoCo壱番屋 - カレー専門店チェーン
- ココス宇都宮インターパーク店 - ファミリーレストラン
- シトロエン宇都宮（広沢コーポレーション）
- しまむら宇都宮インターパーク店
- すぎのや - そばうどんレストラン
- SoftBankインターパーク宇都宮 - 携帯電話ショップ
- タマホーム宇都宮インターパーク展示場 - 同社北関東最大の展示場
- TSUTAYA宇都宮インターパーク店
- TBSハウジング宇都宮インターパーク会場
- 栃木スバル自動車宇都宮インターパーク店
- 栃木トヨタ自動車 - 中古車センター「U-Carインターパーク店」（NEZASホールディングス）
- 二木ゴルフ宇都宮インターパーク店
- 日産プリンス栃木インターパーク店
- フライングガーデン - ハンバーグファミリーレストラン
- 洋服の青山宇都宮インターパーク店
- アオキ宇都宮インターパーク店
- バイクセブン インターパーク宇都宮店 - バイク用品専門のメガストア
- インターパークすずらん歯科 - 歯科医院
- アクタス - 宇都宮店　インテリアショップ
- 東京インテリア家具宇都宮インターパーク店
- 石焼きラーメン火山インターパーク店（雅秀殿）
- くら寿司宇都宮インターパーク店
- ジェイエステティック グランボヌール宇都宮店（ジャパン美容研究所）
- 麺 みの作インターパーク店
- ミナテラスとちぎ - 栃木トヨタ自動車の運営する地域コミュニティ施設[7]

### その他の進出企業
- 越戸製作所
- 仙台銘板 - 総合標識・保安用品
- トヨタ自動車北関東分室
- ジャパンビバレッジ
- ヤマゼンコミュニケイションズ株式会社（栃ナビ!）
- LSIメディエンス

## 課題
周辺道路の渋滞。特に週末は、インターパークへ向かう車で新4号国道、栃木県道193号雀宮真岡線、宇都宮環状道路（国道121号）の混雑が激しくなっている。又、インターパーク内の移動は域内を南北に貫く片側2車線のメイン通り（砂田磯岡線）に頼っているため、駐車場に入る車で長蛇の列ができることも珍しくない。駐車場は十分な台数があるが、道路の方が許容量を超えている状態である。

## 公共交通機関
無料送迎バスが宇都宮駅西口から運行されている。また、一般路線バス（関東自動車／駒生営業所〜東武駅前〜JR宇都宮駅〜インターパーク〜上三川車庫）も運行されているが、無料送迎バスの存在に加えて定時運行に難があり、開業時に比して運行本数が減らされ、2024年7月現在は一日に1～2本程度乗り入れに留まっており、特に日祝日は上三川車庫行1本のみとなっている。
最寄駅は雀宮駅（西へ約4km）となるが、2021年時点で雀宮駅とインターパーク地区を結ぶ公共交通機関は存在しない。2014年4月より2017年3月まで、東野交通が路線バス「雀宮駅東口 -  インターパーク - 真岡駅西口 - 真岡営業所」の運行を（土日祝日のみ）していた。

### 無料送迎バス

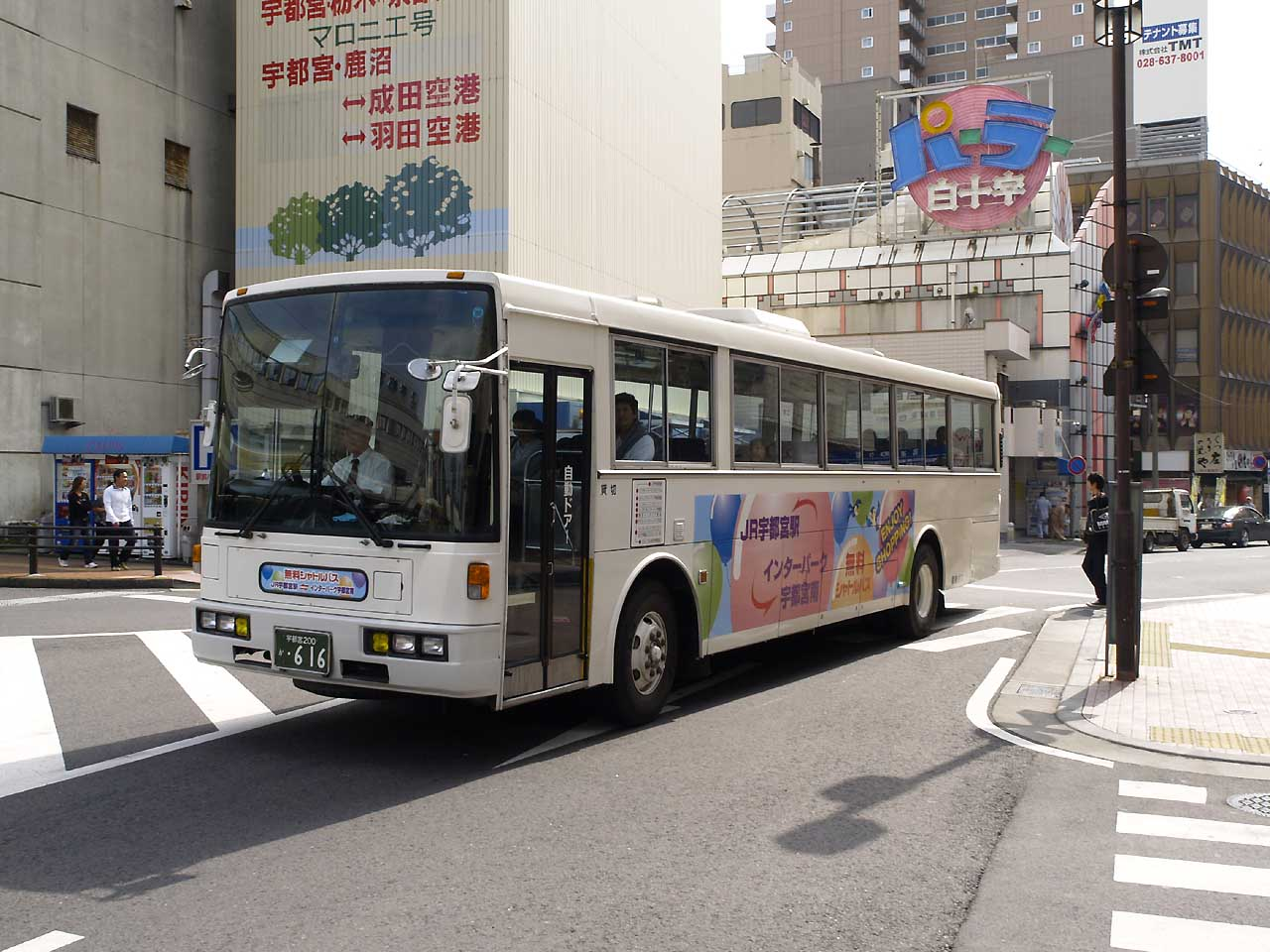
JR宇都宮駅に到着する無料送迎バス

進出企業が共同で運行する無料送迎バスが宇都宮駅西口から利用できる。宇都宮駅の始発は午前10時で、その後は1時間に1本の割合で運行している。2024年3月31日までは、宇都宮駅発とインタパーク発とで運行が分けられ、乗降も制限されていたが、2024年4月1日より通しでの循環運行（宇都宮駅→インターパーク→宇都宮駅）に変更された。
注意事項
- 土日祝日や学校休業日のバスは混雑のため、着席できず立席乗車となる場合もある[8]。
- 交通渋滞により大幅に遅れて運行することもある。
- 続行便の設定が無いため、満員の場合後続便（30〜120分後）を待つ事になる。

#### 2024年3月31日までの運行
※本項では、次のように省略して表記する。
- ips：インターパークスタジアム
- kg：カトレアガーデン
- ipv：インターパークビレッジ
- FKD：FKDショッピングモール

- インターパーク側ではFKDより手前のバス停から乗ることで、座席に座ることができる場合もある。
- ジョイフル本田からips方面へ戻ることができず、多くの施設を訪れる場合にはips方面から順に来る必要がある。

宇都宮駅発のバス
- 宇都宮駅発のバスは、00分に駅を出発する。その後、ips・kg・ipv・ケーズデンキ・FKDに24分頃、カワチ薬品に27分頃、ジョイフル本田に30分頃で到着する。
- 一部の臨時便は、宇都宮駅を出発するとips・ipv・FKDにのみ停車するものがある。

運行形態
- 普通便：宇都宮駅→ips→kg→ipv→ケーズデンキ→FKD→カワチ薬品→ジョイフル本田
- 一部臨時便：宇都宮駅→ips→ipv(kgは通過)→FKD(ケーズデンキは通過)

インターパーク発のバス
- インターパーク発のバスは、00分にipsを出発する。その後、kg・ipv・ケーズデンキ・FKDに4分、カワチ薬品に7分、ジョイフル本田に10分で到着し、JR宇都宮駅に30分で到着する。
- 一部の臨時便は、ipsを出発するとipvとFKDショッピングモールにのみ停車するものがある。

運行形態
- 普通便：ips→kg→ipv→ケーズデンキ→FKD→カワチ薬品→ジョイフル本田→宇都宮駅
- 一部臨時便：ips→ipv→FKD→宇都宮駅